# Атамась Григорій Борисович
Григо́рій Бори́сович Атама́сь (1895 , Худяківська волость, Черкаський повіт, Київська губернія, Російська імперія  — невідомо ) — український державний діяч. Депутат Верховної Ради УРСР першого скликання (1938–1947).

## Біографія
Народився 1895 року в багатодітній родині селянина-бідняка в селі Ломовате Худяківської волості, тепер село Сагунівка, Черкаський район, Черкаська область, Україна. Закінчив три класи сільської церковноприходської школи. З чотирнадцятирічного віку наймитував на Херсонщині.
З 1915 по 1917 рік служив у російській імператорській армії. Учасник Першої світової війни. У липні 1917 року був важко поранений в ногу під час бойових дій на території Буковини, декілька місяців лікувався в лазареті. Після демобілізації повернувся до рідного села.
У 1918 році перебував у партизанському загоні, який на Черкащині боровся проти німецьких окупаційних військ та військ гетьмана Павла Скоропадського. Потім працював у власному сільському господарстві.
З 1929 року — колгоспник, тваринник, мірошник колгоспного млина, бригадир третьої рільничої бригади колгоспу імені Леніна в селі Ломовате Черкаського району Київської області.
26 червня 1938 року обраний депутатом Верховної Ради УРСР першого скликання по Чигиринській окрузі № 103 Київської області.
Член ВКП(б) з 1939 року.
Під час німецько-радянської війни перебував у евакуації.
З 1944 року — тваринник, голова колгоспу імені Леніна села Ломовате Черкаського району Київської області.

## Нагороди
- орден Трудового Червоного Прапора (30.12.1935)
- Медаль «За трудову відзнаку» (7.02.1939)